# Centropomus
Centropomus is een geslacht van straalvinnige vissen uit de familie van glasbaarzen (Centropomidae).
Centropomus is het enige geslacht in de onderfamilie Centropominae. Het zijn tropische en subtropische carnivore vissen uit de Nieuwe Wereld. Ze leven in de kustwateren en de aangrenzende rivieren en riviermondingen van zowel de oostelijke Stille Oceaan als de westelijke Atlantische Oceaan, maar er zijn geen soorten die in beide oceanen voorkomen. Het verspreidingsgebied reikt van de Golf van Californië tot Peru en van Florida tot Brazilië. C. poeyi heeft het kleinste verspreidingsgebied en komt enkel voor in de omgeving van de Golf van Campeche in de Golf van Mexico.

## Soorten
- Centropomus armatus Gill, 1863
- Centropomus ensiferus Poey, 1860
- Centropomus medius Günther, 1864
- Centropomus mexicanus Bocourt, 1868
- Centropomus nigrescens Günther, 1864
- Centropomus parallelus Poey, 1860
- Centropomus pectinatus Poey, 1860
- Centropomus poeyi Chávez, 1961
- Centropomus robalito Jordan & Gilbert, 1882
- Centropomus undecimalis (Bloch, 1792) – Binnensnoek
- Centropomus unionensis Bocourt, 1868
- Centropomus viridis Lockington, 1877